# Villa romaine de Torre Llauder
La villa romaine de Torre Llauder  est le site archéologique d'une villa romaine du IIIe siècle située dans la commune de Mataró (comarque de Maresme), dans la province de Barcelone en Catalogne,. 
Elle se trouve sur le territoire de l'ancienne ville romaine d'Iluro, dans une plaine face à la mer Méditerranée, à un demi-kilomètre du littoral actuel et à environ 650 m de la Via Augusta.
Elle a été découverte en 1961, bien qu'il y ait des traces de vestiges archéologiques dans la région depuis le XVIIIe siècle. En 1964, elle a été déclarée Patrimoine culturel en Espagne et plus tard Bien d'intérêt culturel. Les travaux d'urbanisation dans la zone, en 1970, ont détruit une partie de la ville, effondrant la Torre Llauder, du XVIIIe siècle. Les armoiries de la porte principale de la tour sont conservées dans l'enceinte.

## Description

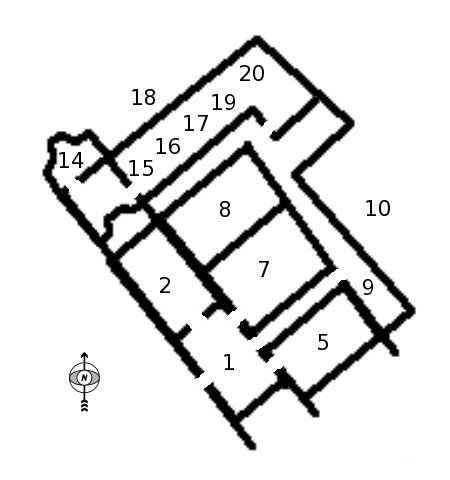
Plan de la villa romaine.1-Atrium ; 2 et 8-Pièces (Ier siècle) ; 2-Basilique paléochrétienne (IVe siècle) ; 6-Couloir (non numéroté, situé entre les salles 5 et 7); 9-Péristyle ; 10-Horti; 14-Frigidarium ; 15-Tepidarium ; 16-Caldarium ; 17-Salle de service ; 18-Regard ; 19-Local technique ; 20-Latrines.

Il s'agit d'une structure résidentielle, avec plusieurs pièces réparties autour d'un atrium, qui remonte au Ier siècle av. J.-C. et remanié ensuite au début du  IIIe siècle, une période de plénitude maximale à laquelle la riche décoration de mosaïques et de marbres, avec des restes de stucs et de peintures, et qui fut habitée jusqu'au début du Moyen Âge.
De par ses caractéristiques, il devait s'agir de la résidence d'un riche propriétaire, probablement de sa famille et de ses esclaves. Une inscription trouvée la relie à Caius Marius Aemilianus, fils de Lucius de la Tribu Aniensis barcelonès immune, un aristocrate de Barcelone, possédant également des propriétés à Iluro.

## L'occupation précédente de la villa: lacella vinaria
Les différentes études archéologiques réalisées dans la région ont documenté l'existence d'un établissement rural romain où l'on cultivait la vigne, produisait du vin et fabriquait les amphores qui le contenaient, c'est-à-dire une cave à vin. Entre le  Ier siècle av. J.-C. et pendant une grande partie du Ier siècle apr. J.-C., le vin produit en Laietania était très apprécié et était exporté, entre autres, vers des villes comme Rome, Pompéi ; en Gaule, en Bretagne, en Germanie et en Afrique du Nord. Il a été possible de déterminer l'existence de ce commerce grâce à la découverte de restes d'amphores de Tarraconaise dans plusieurs sites archéologiques de ces localités. 
Les différentes campagnes archéologiques ont permis de documenter l'existence de plusieurs structures de cette période, comme un ensemble de fours, des décharges et des vestiges de murs entre autres. Cet établissement resta en activité, approximativement, jusqu'à une date imprécise entre l'an 15 av. J.-C. et le changement d'ère.

## Architecture

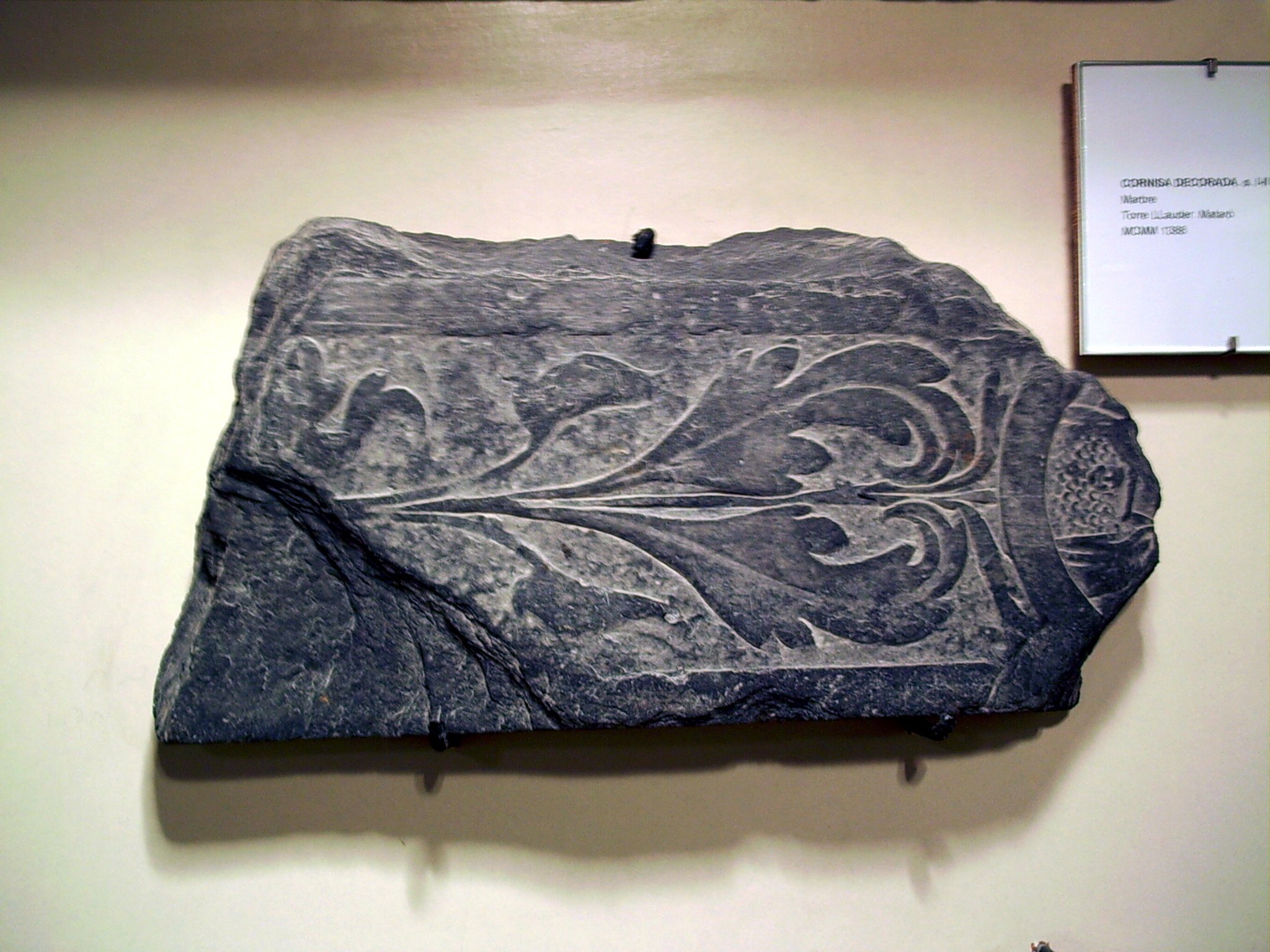
Relief floral.

La partie conservée est constituée d'un quartier résidentiel, où se trouvent les pièces nobles, situées autour de l'atrium. Il était composé de pièces ou de pièces disposées autour de l'impluvium. Ce sont aujourd’hui les mieux conservés et sont pavés de mosaïques aux motifs géométriques et végétaux. Ils étaient destinés à recevoir des visiteurs, au travail, comme bureau ou archives et au repos. Le secteur résidentiel de la commune remonte au  Ier siècle, les mosaïques datent du  IIe siècle. L'abside de la salle 2 fut ajoutée plus tard, au IVe siècle, lorsqu'elle fut transformée en basilique paléo-chrétienne.

### Atrium
L'atrium de la villa romaine servait de vestibule, pour limiter l'accès des visiteurs aux salons privés. Il s'agissait d'un porche rectangulaire situé autour d'un réservoir dans lequel était collectée l'eau de pluie. L'atrium, espace à ciel ouvert, était le patio central de la domus, et l'eau de pluie  entrait par son ouverture supérieure (compluvium), qui tombait dans un petit bassin central (impluvium), relié à une citerne souterraine.

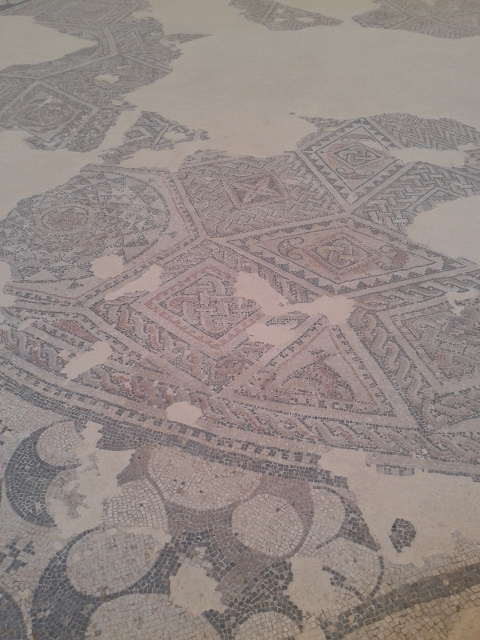
Mosaïque du triclinium.

### Salles de bains
Les bains, (balneae), étaient divisés en trois zones : la zone chaude ou caldarium, la zone tiède ou tepidarium et la zone froide ou frigidarium. Ils étaient à côté des latrines pour profiter des égouts et à côté de la cuisine pour profiter de la chaleur des fours.

### Latrines
Les latrines (latrinae), sont situées à côté des bains. Elles étaient communautaires et disposaient d’un lavabo pour se laver les mains. Ils étaient situés juste au-dessus des égouts qui évacuaient également l'eau des bains.

### Porche
Le porche ou péristyle (péristylum), séparait le quartier résidentiel de la cour-jardin qui offrait un espace vert privé.

## Découvertes
Quatre fours en céramique ont été retrouvés sous les pièces, datant de la seconde moitié du Ier siècle av. J.-C., où devaient être fabriquées les amphores utilisées pour stocker et vendre le vin produit sur la propriété. Une partie de trois sculptures et une dalle avec des inscriptions faisant référence à Caius Marius Aemilianus, propriétaire de la villa, entre autres objets, ont également été exposées au musée de Mataró.

## Galerie

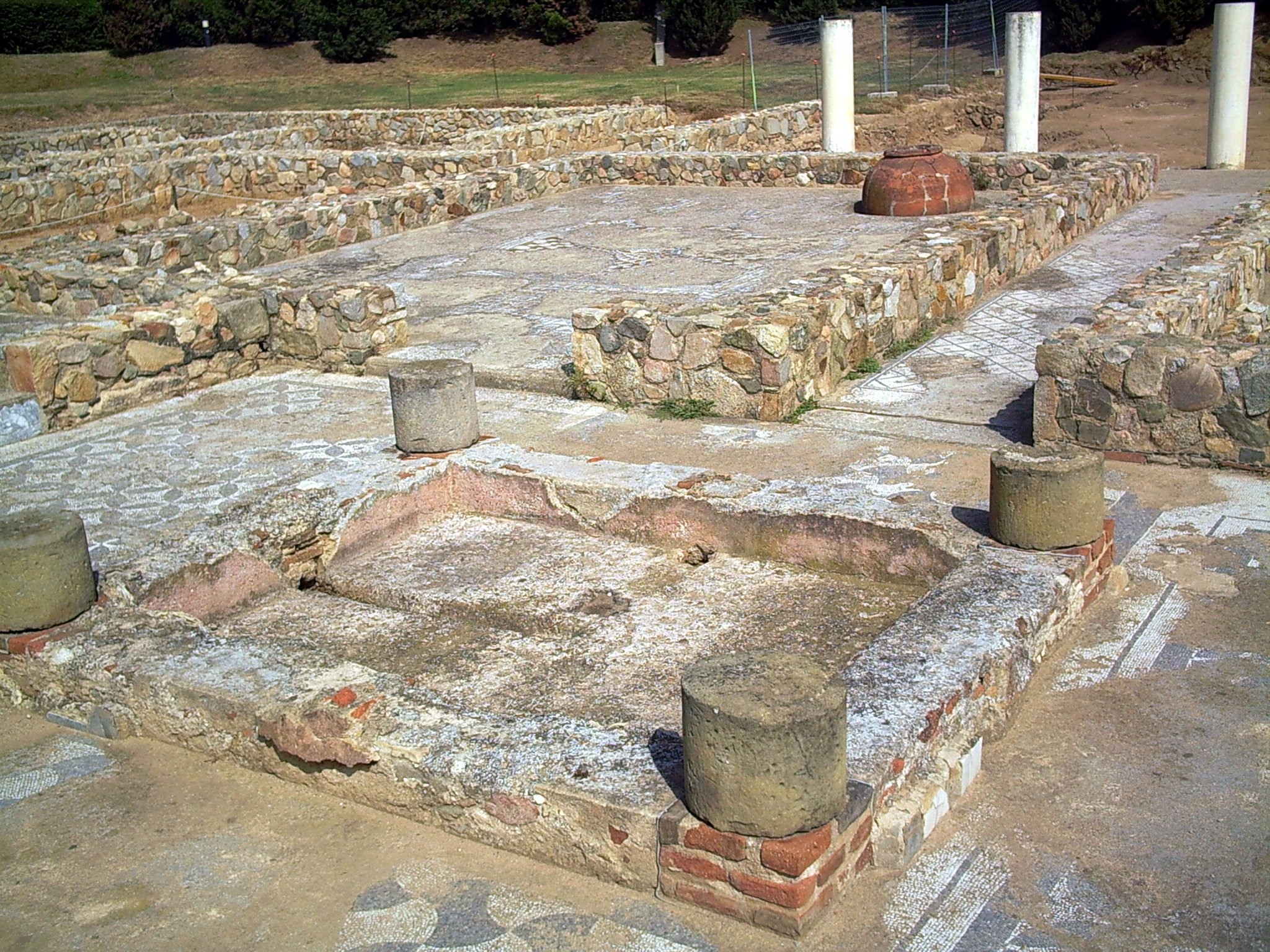
Atrium, et Impluvium en premier plan.
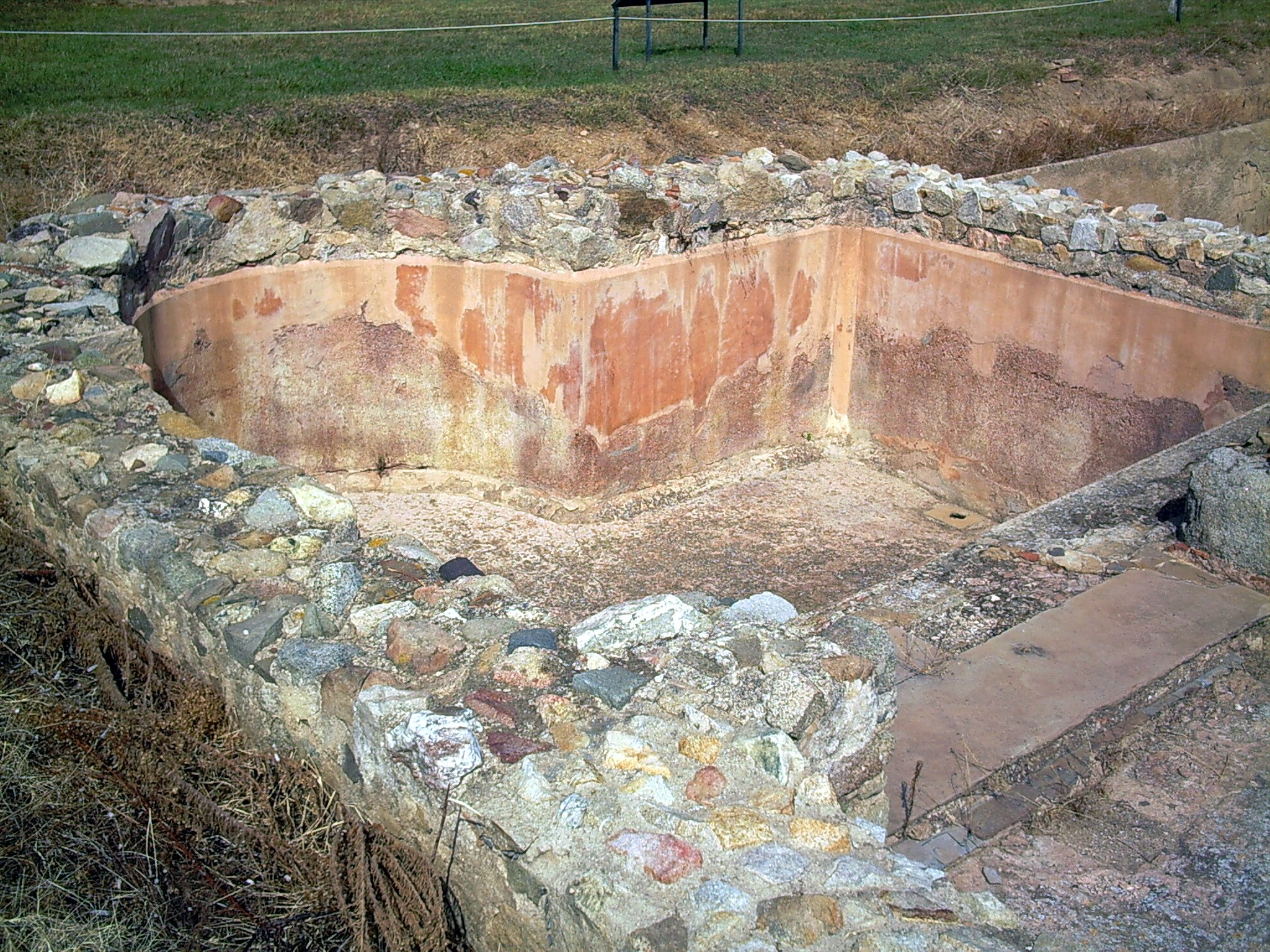
frigidarium.
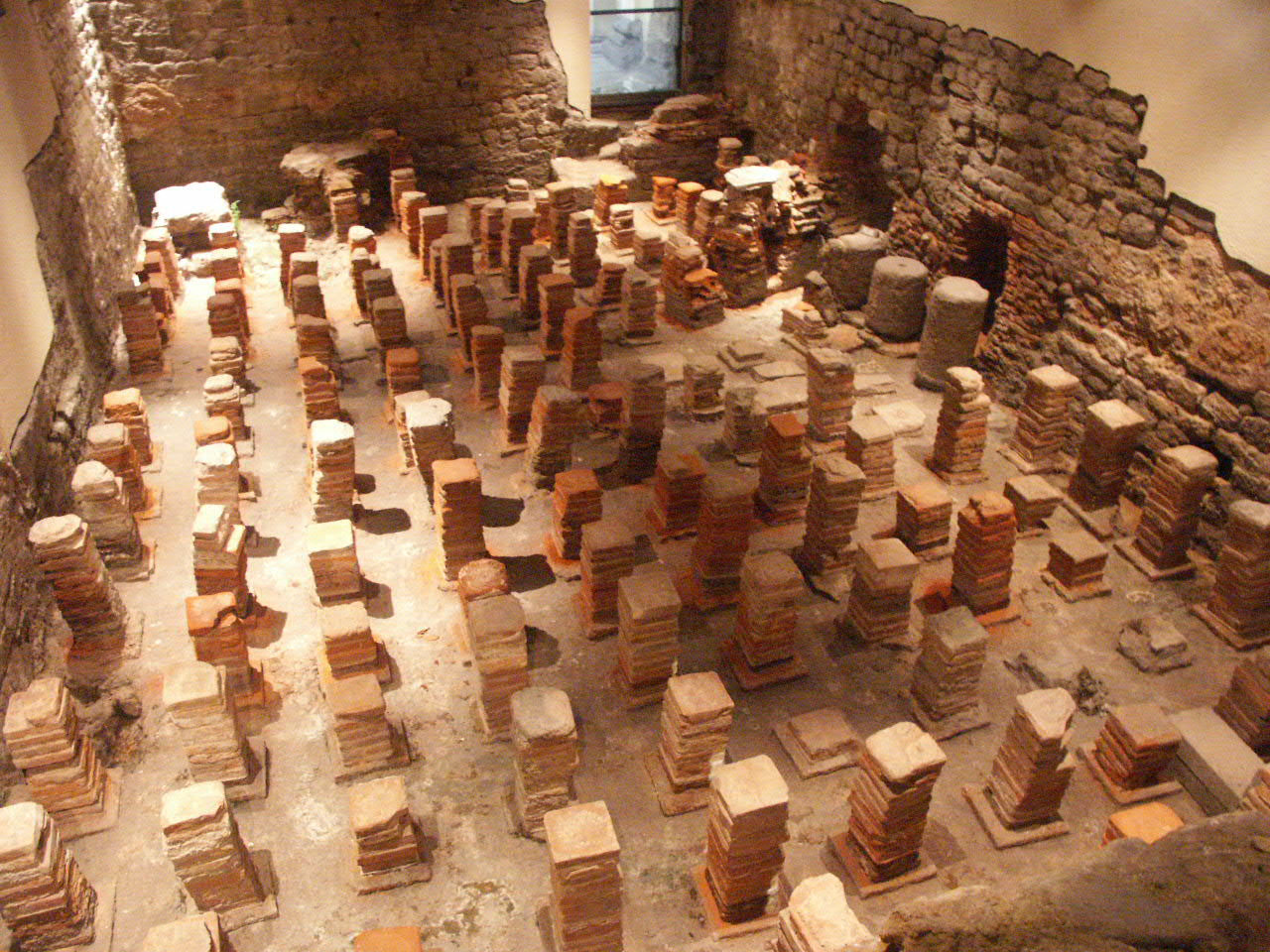
Tepidarium) et caldarium.
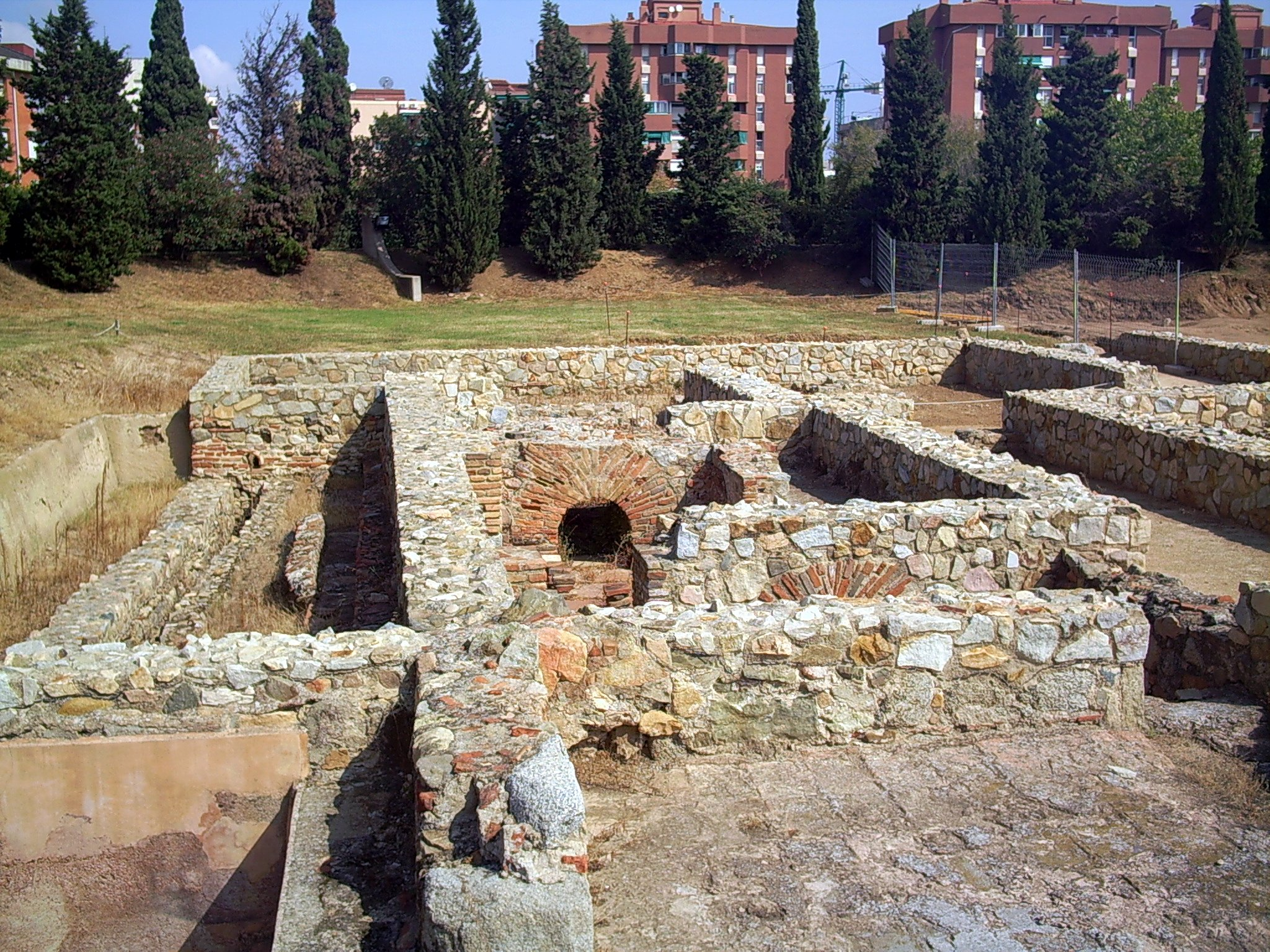
Horti des bains chauds.
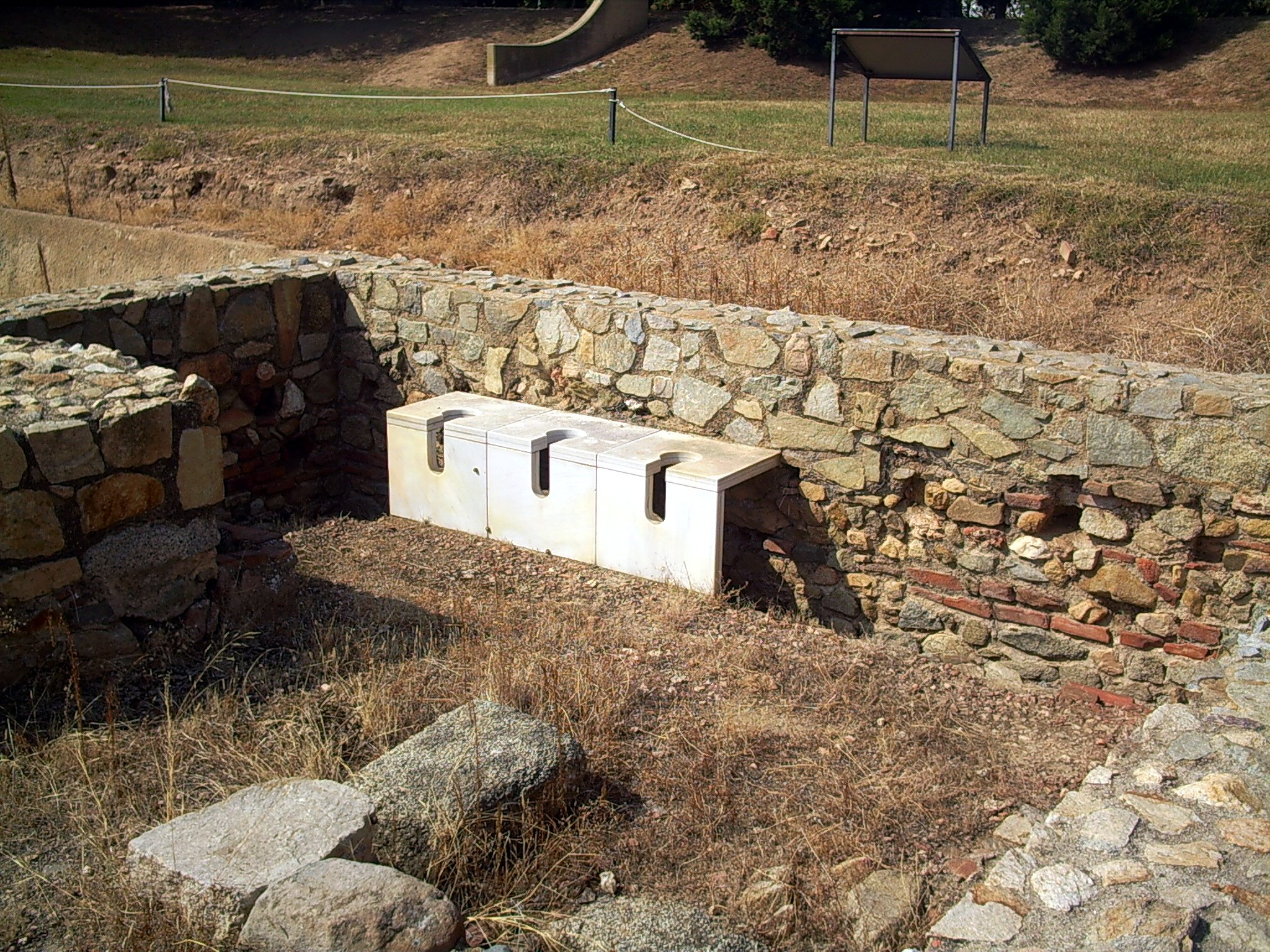
Latrines.
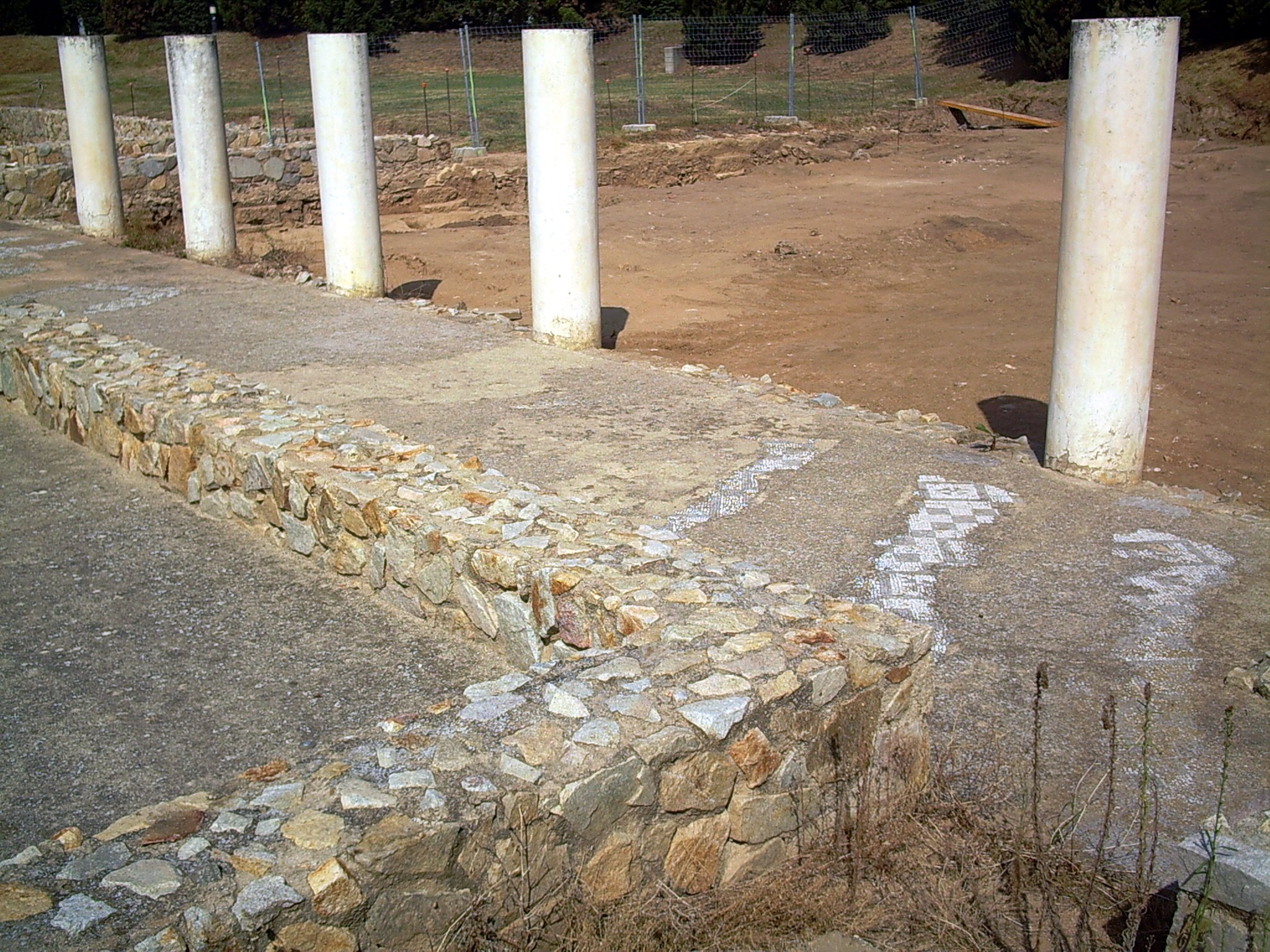
Porche et péristyle.